# Liste des œuvres de Jean-Baptiste Lully

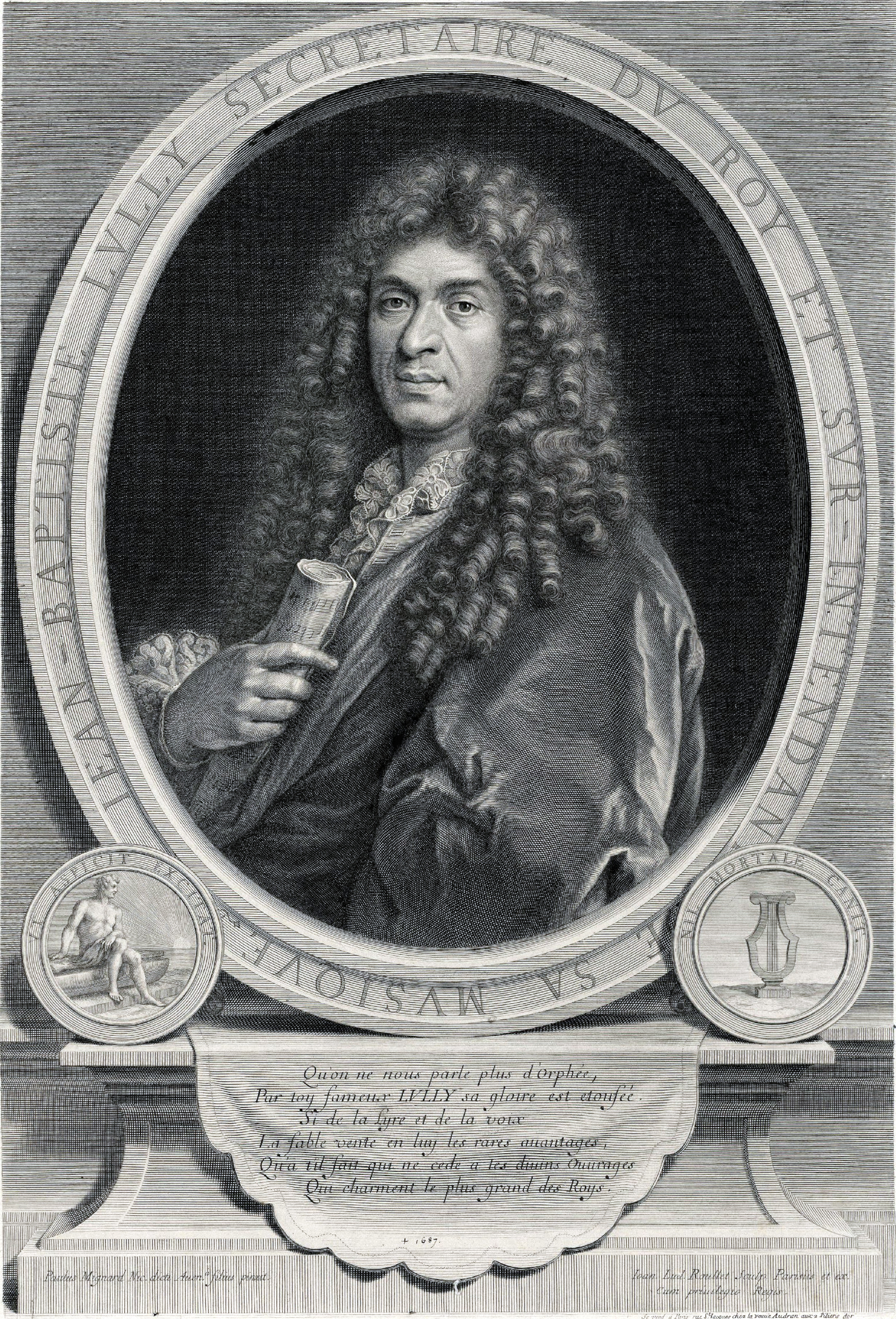
Portrait de Jean-Baptiste Lully

Cet article présente la liste des œuvres de Jean-Baptiste Lully (1632-1687).

## Liste des œuvres de Lully d'après la numérotation d'Herbert Schneider
Le catalogue des œuvres de Lully par Herbert Schneider (Chronologisch-Thematisches Verzeichnis sämtlicher Werke von Jean-Baptiste LULLY) a été publié en 1981. Il présente les œuvres de Lully dans l'ordre chronologique de création.
| LWV       | Type d'œuvre          | Titre | Date de création                 | Auteur du texte                                                        | Remarque |
| --------- | --------------------- | --- | -------------------------------- | ---------------------------------------------------------------------- | --- |
| LWV 1     | Ballet                | Ballet du Temps | 3 décembre 1654                  | Isaac de Benserade                                                     | Composé en collaboration avec Jean de Cambefort , et d'autres compositeurs - 1 air de danse attribué à Lully , |
| LWV 2     | Ballet                | Ballet des Plaisirs | 4 février 1655                   | Isaac de Benserade                                                     | Composé en collaboration avec Jean-Baptiste Boesset ,, Louis de Mollier , et d'autres compositeurs - 5 airs de danses attribués à Lully , |
| LWV 3     | Dialogue              | Un Charmant Dialogue de la Guerre avec la Paix | 1655                             | Anonyme                                                                | Texte et musique perdus |
| LWV 4     | Ballet                | Le Grand Ballet des Bienvenus | 30 mai 1655                      | Isaac de Benserade                                                     | Composé en collaboration avec d'autres compositeurs - "Récit Crotesque Italien" attribué à Lully - musique perdue |
| LWV 5     | Ballet                | Ballet de la Revente des habits du ballet & comédie | 15 décembre 1660                 | Isaac de Benserade                                                     | |
| LWV 6     | Ballet                | Ballet de Psyché ou de la puissance de l'Amour | 16 janvier 1656                  | Isaac de Benserade                                                     | Composé en collaboration avec Jean-Baptiste Boesset , et d'autres compositeurs - XII. Entrée de la Seconde partie attribuée à Lully - musique perdue |
| LWV 7     | Mascarade             | La Galanterie du Temps, Mascarade | 3 février 1656                   | Anonyme                                                                | Musique perdue |
| LWV 8     | Ballet                | Amour malade, Ballet du Roy | 17 janvier 1657                  | Francesco Buti (en)                                                    | Prologue chanté en italien attribué à Marco Marazzoli |
| LWV 9     | Ballet                | Ballet royal d'Alcidiane | 14 février 1658                  | Isaac de Benserade                                                     | Composé en collaboration avec Jean-Baptiste Boesset et Louis de Mollier |
| LWV 10    | Pièce instrumentale   | Première Marche des Mousquetaires | 1658                             |                                                                        | |
| LWV 11    | Ballet                | Ballet de la Raillerie | 19 février 1659                  | Isaac de Benserade                                                     | Composé en collaboration avec Jean-Baptiste Boesset , |
| LWV 12    | Intermèdes            | Xerxes | 22 novembre 1660                 | Nicolo Minato                                                          | Intermèdes dansés pour le Xerse de Francesco Cavalli - le prologue chanté en italien, dont la musique est perdue, était possiblement aussi de Lully |
| LWV 13    | Ballet mascarade      | Ballet de Toulouse, Ballet mascarade | Novembre 1659 ou décembre 1659   | Anonyme                                                                | Texte perdu |
| LWV 14    | Ballet                | Ballet de l'Impatience | 19 février 1661                  | Francesco Buti                                                         | Musique majoritairement de Lully - Pierre Beauchamp et François-Hilaire Dolivet ont vraisemblablement aussi composés quelques danses |
| LWV 15    | Ballet                | Ballet des Saisons | 26 juillet 1661                  | Isaac de Benserade                                                     | |
| LWV 16    | Comédie-ballet        | Les Facheux | 17 août 1661                     | Molière                                                                | Musique de Pierre Beauchamp pour la comédie de Molière - Lully n'a composé qu'une Courante |
| LWV 17    | Intermèdes            | Hercule amoureux | 7 février 1662                   | Francesco Buti                                                         | Intermèdes dansés pour l'Ercole amante de Francesco Cavalli |
| LWV 18    | Ballet                | Ballet des Arts | 8 janvier 1663                   | Isaac de Benserade                                                     | Composé en collaboration avec Michel Lambert pour les airs chantés |
| LWV 19    | Mascarade             | Les Noces de village, Mascarade ridicule | 3 octobre 1663 ou 4 octobre 1663 | Isaac de Benserade                                                     | |
| LWV 20    | Comédie-ballet        | Le Mariage forcé | 29 janvier 1664                  | Molière                                                                | Le double orné du Récit de la Beauté "Si l’Amour vous soumet à ses lois inhumaines" est probablement dû à Michel Lambert, |
| LWV 21    | Ballet                | Les Amours déguisés, Ballet du Roy | 13 février 1664                  | Octave de Périgny                                                      | En collaboration avec Michel Lambert , |
| LWV 22    | Comédie-ballet        | Les Plaisirs de l'Ile enchantée | Du 7 mai 1664 au 13 mai 1664     | Octave de Périgny, Molière et Isaac de Benserade                       | Fête donnée à Versailles se divisant en trois journées : LWV 22/1-4 : Première journée : Divertissement pour la collation LWV 22/5-22 : Seconde journée : La Princesse d'Elide (comédie-ballet sur un texte de Molière) LWV 22/23-29 : Troisième journée : Ballet du Palais d'Alcine |
| LWV 23    | Intermèdes            | Entractes d'Œdipe | 3 août 1664                      | Pierre Corneille                                                       | Intermèdes dansés pour la tragédie de Pierre Corneille |
| LWV 24    | Mascarade             | La Réception faite par un Gentilhomme de campagne à une compagnie choisie à sa mode, qui le vient visiter (Mascarade du Capitaine ou l'impromptu de Versailles) | Février 1665                     | Anonyme                                                                | Musique en grande partie perdue. Seule subsiste la mélodie de l'air chanté par la 1ère servante "Quel désordre ? Quel tintamarre ?" (VI. Entrée) |
| LWV 25    | Grand motet           | Miserere | 23 mars 1663 (?)                 |                                                                        | |
| LWV 26    | Grand motet           | O lachrymae | Hiver 1664                       | Pierre Perrin                                                          | |
| LWV 27    | Ballet                | Ballet de la Naissance de Vénus | 28 janvier 1665                  | Isaac de Benserade                                                     | Composé en collaboration avec Michel Lambert et Louis de Mollier , |
| LWV 28    | Intermèdes            | Le Favori (Ballet des garde ou les délices de la campagne) | 13 juin 1665                     | Molière                                                                | Intermèdes dansés pour une comédie de Marie-Catherine Desjardins - le texte (perdu) des intermèdes était de Molière |
| LWV 29    | Comédie-ballet        | L'Amour médecin | 14 septembre 1665                | Molière                                                                | |
| LWV 30    | Mascarade             | Le Triomphe de Bacchus dans les Indes, Mascarade | 9 janvier 1666                   | Philippe Quinault                                                      | |
| LWV 31    | Pièces instrumentales | Bransles de 1665 | vers 1665                        |                                                                        | Recueil de 27 danses dont 10 branles |
| LWV 32    | Ballet                | Ballet des Muses | 2 décembre 1666                  | Isaac de Benserade et Philippe Quinault                                | Ce ballet a connu d'importants remaniements au cours de ses différentes reprises, au point de gagner le surnom de « ballet-Protée » : - Lors de la première, la comédie Mélicerte de Molière constituait la III. Entrée du ballet. - À l'occasion de la reprise du 5 janvier 1667, Mélicerte se vit remplacée par la Pastorale Comique du même Molière. - Lors de la reprise du 25 janvier 1667, fut ajoutée à la VI. Entrée la comédie Les Poètes de Philippe Quinault encadrant une Mascarade Espagnole. Furent également ajoutés à la suite de la XIII. Entrée une Entrée des Espagnols et des Espagnoles et une Entrée des Maures. - Enfin, pour la reprise du 14 février 1667, la comédie-ballet Le Sicilien ou l'Amour peintre de Molière fut ajouté à la fin du ballet en guise de XIV. Entrée. |
| LWV 33    | Comédie-ballet        | La Pastorale Comique | 5 janvier 1667                   | Molière et Philippe Quinault                                           | Le texte de la comédie est perdue, seules ont survécu les parties chantées et une brève description des parties récitées. |
| LWV 34    | Comédie-Ballet        | Le Sicilien ou l'Amour peintre | 8 février 1667 (?)               | Molière                                                                | |
| LWV 35    | Pièces instrumentales | Trios de la Chambre du Roi (Trios pour le Coucher du Roi) | vers 1665                        |                                                                        | Recueil de 54 pièces en trio pour deux dessus et basse. Attribution à Lully partiellement erronée : les trios LWV 35/15-20, 26 et 28-36 sont de Marin Marais et furent publiés en 1692 dans ses Pièces en trio pour les flutes, violon, et dessus de viole. Pour les raisons stylistiques, les trios LWV 35/21-25, 27 et 37 pourraient aussi être attribués à Marin Marais. |
| LWV 36    | Mascarade             | Le Carnaval, Mascarade royale | 18 janvier 1668                  | Isaac de Benserade et Philippe Quinault                                | |
| LWV 37    | Grand motet           | Plaude laetare Gallia | 24 mars 1668                     | Pierre Perrin                                                          | |
| LWV 38    | Comédie-ballet        | George Dandin (Le Grand Divertissement royal de Versailles) | 18 juillet 1668                  | Molière                                                                | Le double orné de l'air de Tircis "Ici l'ombre des ormeaux" est probablement de Michel Lambert |
| LWV 39    | Églogue en musique    | La Grotte de Versailles, églogue en musique | 1667 ou 1668                     | Philippe Quinault                                                      | Le double orné de l'air d'Iris "Dans ces désert paisible" serait de Michel Lambert,. |
| LWV 40    | Ballet                | Ballet de Flore | 13 février 1669                  | Isaac de Benserade                                                     | |
| LWV 41    | Comédie-ballet        | Monsieur de Pourceaugnac (Le Divertissement de Chambord) | 6 octobre 1669                   | Molière                                                                | |
| LWV 42    | Comédie-ballet        | Les Amants magnifiques (Le Divertissement Royal) | 4 février 1670 (?)               | Molière                                                                | |
| LWV 43    | Comédie-ballet        | Le Bourgeois gentilhomme | 14 octobre 1670                  | Molière                                                                | |
| LWV 44    | Pièces instrumentales | Marches et batteries de tambour | 1670                             |                                                                        | Rassemble les deux pièces suivantes : LWV 43/1 : Batteries de tambours faites par Mr. de Lully à Saint Germain en Laye en 1670 que le Roy fit faire à dessein de changer celle des Mousquetaires pour celle là LWV 43/2 : Marche du Régiment du Roy faite par M. de Lully l'an 1670 |
| LWV 45    | Tragédie-ballet       | Psyché | 17 janvier 1671                  | Molière, Pierre Corneille, Philippe Quinault et Jean-Baptiste Lully    | |
| LWV 46    | Comédie-ballet        | La Comtesse d'Escarbagnas (Ballet des ballets) | 2 décembre 1671                  | Molière et Philippe Quinault                                           | Pastiche composé d'extraits des Entractes d'Œdipe, des Amants magnifiques, de Psyché, de la Pastorale Comique, de George Dandin et du Bourgeois gentilhomme intercalés dans la comédie La Comtesse d'Escarbagnas de Molière |
| LWV 47    | Pastorale             | Les fêtes de l'Amour et de Bacchus | 11 novembre 1672                 | Philippe Quinault, Molière et Octave de Périgny                        | Réutilise des extraits du Bourgeois gentilhomme, des Amants magnifiques, du Ballet de Flore, de la Pastorale Comique et de George Dandin reliés par des scènes nouvellement composées. |
| LWV 48    | Pièce intrumentale    | Marche | 1672                             |                                                                        | Marche du Régiment du Roy - 2e Air des hautbois : les Folies d'Espagne fait par Mr de Lully en Trio par ordre du Roy l'an 1672. |
| LWV 49    | Tragédie en musique   | Cadmus et Hermione | 15 avril 1673                    | Philippe Quinault                                                      | |
| LWV 50    | Tragédie en musique   | Alceste, ou le Triomphe d'Alcide | 18 janvier 1674 (?)              | Philippe Quinault                                                      | |
| LWV 51    | Tragédie en musique   | Thésée | 15 janvier 1675                  | Philippe Quinault                                                      | |
| LWV 52    | Mascarade             | Le Carnaval, Mascarade | 17 octobre 1675                  | Isaac de Benserade et Molière                                          | Pastiche composé d'extraits du Carnaval, Mascarade royale de 1668, du Bourgeois gentilhomme, de Monsieur de Pourceaugnac, du Sicilien ou l'Amour peintre, de la Pastorale Comique et du Ballet de Flore avec ajout de musique nouvellement composée pour l'occasion. |
| LWV 53    | Tragédie en musique   | Atys | 12 janvier 1676                  | Philippe Quinault                                                      | |
| LWV 54    | Tragédie en musique   | Isis | 5 janvier 1677                   | Philippe Quinault                                                      | |
| LWV 55    | Grand motet           | Te Deum | 9 septembre 1677                 |                                                                        | |
| LWV 56    | Tragédie en musique   | Psyché | 19 avril 1678                    | Philippe Quinault, Thomas Corneille et Bernard Le Bouyer de Fontenelle | Réutilise les intermèdes musicaux de la tragédie-ballet Psyché en remplaçant les scènes récitées de la tragédie par des scènes chantées nouvellement composés sur un livret de Thomas Corneille et Fontenelle. |
| LWV 57    | Tragédie en musique   | Bellérophon | 31 janvier 1679                  | Thomas Corneille, Bernard Le Bouyer de Fontenelle et Nicolas Boileau   | |
| LWV 58    | Tragédie en musique   | Proserpine | 3 février 1680                   | Philippe Quinault                                                      | |
| LWV 59    | Ballet                | Le Triomphe de l'Amour | 21 janvier 1681                  | Isaac de Benserade et Philippe Quinault                                | |
| LWV 60    | Tragédie en musique   | Persée | 18 avril 1682                    | Philippe Quinault                                                      | |
| LWV 61    | Tragédie en musique   | Phaéton | 8 janvier 1683                   | Philippe Quinault                                                      | |
| LWV 62    | Grand motet           | De profundis | mai 1683                         |                                                                        | |
| LWV 63    | Tragédie en musique   | Amadis | 16 janvier 1684                  | Philippe Quinault                                                      | |
| LWV 64/1  | Grand motet           | Motets à deux chœurs : Dies irae | 1er septembre 1683               |                                                                        | |
| LWV 64/2  | Grand motet           | Motets à deux chœurs : Benedictus | 1663 ou 1664                     |                                                                        | |
| LWV 65    | Tragédie en musique   | Roland | 8 janvier 1685                   | Philippe Quinault                                                      | |
| LWV 66    | Pièces instrumentales | Marches pour le régiment de Savoie | 1685                             |                                                                        | Rassemble les cinq pièces suivantes : LWV 66/1 : Marche de Savoye faite par M. de Lully LWV 66/2 : Second Air des hautbois LWV 66/3 : L'Assemblée LWV 66/4 : Second Air des hautbois LWV 66/5 : La Retraite pour le Régiment de Savoye |
| LWV 67    | Grand motet           | Quare fremuerunt | 19 avril 1685                    |                                                                        | |
| LWV 68    | Idylle                | L'Idylle sur la Paix | 16 juillet 1685                  | Jean Racine                                                            | |
| LWV 69    | Ballet                | Le Temple de la Paix | 20 octobre 1685                  | Philippe Quinault                                                      | |
| LWV 70    | Pièces instrumentales | Plusieurs pièces de symphonie: La Noce de village, Airs pour Mme la dauphine                                                                                    | Mars 1683,                       |                                                                        | Danses composées pour plusieurs mascarades données lors du carnaval 1683,. Rassemble les sept pièces suivantes : LWV 70/1 : Pavane LWV 70/2 : Gigue LWV 70/3 : Menuet LWV 70/4 : Menuet LWV 70/5 : Chaconne pour Madame la Princesse de Conty LWV 70/6 : Passepied LWV 70/7 : Passepied |
| LWV 71    | Tragédie en musique   | Armide | 15 février 1686                  | Philippe Quinault                                                      | |
| LWV 72    | Pièces instrumentales | Airs pour le Carrousel de Monseigneur | 28 mai 1686                      |                                                                        | Quatre pièces composées pour le Carrousel d'Alexandre et de Thalestris organisé les 28 et 29 mai 1686 en l'honneur du Grand Dauphin |
| LWV 73    | Pastorale héroïque    | Acis et Galatée | 6 septembre 1686                 | Jean Galbert de Campistron                                             | |
| LWV 74    | Tragédie en musique   | Achille et Polyxène | 23 novembre 1687                 | Jean Galbert de Campistron                                             | Opéra laissé inachevé à la mort de Lully. Seuls l'ouverture et le premier Acte sont de Lully, le reste étant de la main de Pascal Colasse. |
| LWV 75    |                       | Pièces instrumentales non datées |                                  |                                                                        | |
| LWV 75/1  | Pièces instrumentales | La Générale de la Garde françoise |                                  |                                                                        | Batteries de tambours pour un air de André Danican Philidor |
| LWV 75/2  | Pièce instrumentale   | Premier Air de la Marche françoise pour les hautbois faite par M. de Lully pour M. le Comte de Sery                                                             |                                  |                                                                        | |
| LWV 75/3  | Pièce instrumentale   | Second Air |                                  |                                                                        | La Marche françoise - 2e Air en suite par Mr de Lully |
| LWV 75/4  | Pièce instrumentale   | Air |                                  |                                                                        | La Marche françoise - 4e Air de Mr de Lully |
| LWV 75/5  | Pièce instrumentale   | La descente des armes |                                  |                                                                        | Batteries de tambours pour un air de André Danican Philidor |
| LWV 75/6  | Pièce instrumentale   | Air (marche) |                                  |                                                                        | Marche des mousquetaire - 2e Air en suite par le mesme |
| LWV 75/7  | Pièce instrumentale   | Air (marche) |                                  |                                                                        | Marche des mousquetaire - 3e Air en suite par le mesme |
| LWV 75/8  | Pièce instrumentale   | Air (marche) |                                  |                                                                        | Marche des mousquetaire - 4e Air par le mesme. Philidor l'ainé en a fait les parties, Mr. de Lully ne les ayant pas voulu faire |
| LWV 75/9  | Pièce instrumentale   | Air (marche) |                                  |                                                                        | Marche des mousquetaire - 5e Air par le mesme. Les Parties par Philidor l'Ainé |
| LWV 75/10 | Pièce instrumentale   | Air (marche) |                                  |                                                                        | Marche des mousquetaire - 6e Air par le mesme. Les Parties par Philidor l'Ainé |
| LWV 75/11 | Pièce instrumentale   | Air des hautbois |                                  |                                                                        | Retraite des mousquetaires |
| LWV 75/12 | Pièce instrumentale   | Marche des Gardes de la Marine faite par Mr. de Lully pour Mr. de Fusica capitaine de lad. compagnie                                                            |                                  |                                                                        | Titre alternatif : Marche des Gardes de la Marine du département de Toulon |
| LWV 75/13 | Pièce instrumentale   | Marche des fusilliers |                                  |                                                                        | Batteries de Tambour pour un air de Martin Hotteterre |
| LWV 75/14 | Pièce instrumentale   | Marche des dragons de Monterey |                                  |                                                                        | |
| LWV 75/15 | Pièce instrumentale   | Marche des dragons du roy |                                  |                                                                        | |
| LWV 75/16 | Pièce instrumentale   | Air des Hautbois |                                  |                                                                        | Marche des dragons du roy - 2e Air des Hautbois |
| LWV 75/17 | Pièce instrumentale   | Marche |                                  |                                                                        | |
| LWV 75/18 | Pièce instrumentale   | Marche du Prince d'Orange |                                  |                                                                        | D'après Lecerf de la Viéville, Lully écrivit cette marche pour Guillaume III d'Orange |
| LWV 75/19 | Pièce instrumentale   | Allemande |                                  |                                                                        | Cette pièce instrumentale et les suivantes étaient probablement incluses dans deux volumes perdus de la collection Philidor : Vol. 25, Symphonies et Vol. 55, Airs de danse en partition à 6 parties. |
| LWV 75/20 | Pièce instrumentale   | Allemande |                                  |                                                                        | |
| LWV 75/21 | Pièce instrumentale   | Allemande |                                  |                                                                        | |
| LWV 75/22 | Pièce instrumentale   | Courante |                                  |                                                                        | |
| LWV 75/23 | Pièce instrumentale   | Courante |                                  |                                                                        | |
| LWV 75/24 | Pièce instrumentale   | La belle Courante |                                  |                                                                        | |
| LWV 75/25 | Pièce instrumentale   | Courante |                                  |                                                                        | |
| LWV 75/26 | Pièce instrumentale   | Courante |                                  |                                                                        | |
| LWV 75/27 | Pièce instrumentale   | Courante |                                  |                                                                        | |
| LWV 75/28 | Pièce instrumentale   | Courante |                                  |                                                                        | |
| LWV 75/29 | Pièce instrumentale   | Courante |                                  |                                                                        | |
| LWV 75/30 | Pièce instrumentale   | Courante |                                  |                                                                        | |
| LWV 75/31 | Pièce instrumentale   | Courante |                                  |                                                                        | |
| LWV 75/32 | Pièce instrumentale   | Courante |                                  |                                                                        | |
| LWV 75/33 | Pièce instrumentale   | Courante |                                  |                                                                        | |
| LWV 75/34 | Pièce instrumentale   | Courante |                                  |                                                                        | |
| LWV 75/35 | Pièce instrumentale   | Courante |                                  |                                                                        | |
| LWV 75/36 | Pièce instrumentale   | Sarabande |                                  |                                                                        | |
| LWV 75/37 | Pièce instrumentale   | Sarabande |                                  |                                                                        | |
| LWV 75/38 | Pièce instrumentale   | Sarabande |                                  |                                                                        | |
| LWV 75/39 | Pièce instrumentale   | Sarabande |                                  |                                                                        | Titre alternatif : La Bourée Sarabande |
| LWV 75/40 | Pièce instrumentale   | Bourée |                                  |                                                                        | |
| LWV 75/41 | Pièce instrumentale   | Bourée |                                  |                                                                        | |
| LWV 75/42 | Pièce instrumentale   | Chaconne |                                  |                                                                        | |
| LWV 75/43 | Pièce instrumentale   | Chaconne italienne |                                  |                                                                        | |
| LWV 75/44 | Pièce instrumentale   | Chaconne |                                  |                                                                        | |
| LWV 75/45 | Pièce instrumentale   | La bourse |                                  |                                                                        | |
| LWV 75/46 | Pièce instrumentale   | Air |                                  |                                                                        | Titres alternatifs : Air donné par M. le comte de Brionne ou L'Amitié de M. le comte de Brionne |
| LWV 75/47 | Pièce instrumentale   | Trio |                                  |                                                                        | |
| LWV 75/48 | Pièce instrumentale   | Air de Trompette |                                  |                                                                        | |
| LWV 75/49 | Pièce instrumentale   | Air |                                  |                                                                        | |
| LWV 75/50 | Pièce instrumentale   | Menuet |                                  |                                                                        | |
| LWV 75/51 | Pièce instrumentale   | La Trivelinade |                                  |                                                                        | |
| LWV 75/52 | Pièce instrumentale   | Gigue |                                  |                                                                        | |
| LWV 75/53 | Pièce instrumentale   | Air |                                  |                                                                        | |
| LWV 75/54 | Pièce instrumentale   | Air |                                  |                                                                        | |
| LWV 75/55 | Pièce instrumentale   | Chaconne |                                  |                                                                        | |
| LWV 76    |                       | Œuvres vocales non datées |                                  |                                                                        | |
| LWV 76/1  | Œuvre vocale          | Ritournelle - "Ingrate bergère" | avant 1664                       | Octave de Périgny                                                      | |
| LWV 76/2  | Œuvre vocale          | Ritournelle - Air espagnol : "Aunque prodigoas" |                                  | Anonyme                                                                | Cette pièce faisait probablement partie des Pièces italiennes et espagnoles de différents auteurs incluses dans le volume 27 perdu de la Collection Philidor |
| LWV 76/3  | Œuvre vocale          | Ritournelle - "Scoca pur tutti" |                                  | Anonyme                                                                | |
| LWV 76/4  | Œuvre vocale          | Chanson de Baptiste "A la fin petit Desfarges" |                                  | Anonyme                                                                | |
| LWV 76/5  | Œuvre vocale          | "D'un beau pêcheur la pêche malheureuse" (Vaudeville) |                                  | Anonyme                                                                | |
| LWV 76/6  | Œuvre vocale          | Canon à cinq parties de Monsieur de Lully "Un tendre cœur" |                                  | Anonyme                                                                | Attribution douteuse : on ne peut exclure que ce canon soit d'un des fils de Lully |
| LWV 76/7  | Œuvre vocale          | Air de la Paix "Courage, Amour, la paix est faite" | Avant 1661                       | Isaac de Benserade                                                     | |
| LWV 76/8  | Œuvre vocale          | Air italien "Non vi è più bel piacer" |                                  | Anonyme                                                                | Musique perdue |
| LWV 76/9  | Œuvre vocale          | Menuet "Le printemps, aimable Sylvie" |                                  | Pierre Perrin                                                          | Musique perdue |
| LWV 76/10 | Œuvre vocale          | Air "Tous les jours, cent jeunes bergères" |                                  | Pierre Perrin                                                          | Musique perdue |
| LWV 76/11 | Œuvre vocale          | Menuet "Viens, mon aimable bergère" |                                  | Pierre Perrin                                                          | Musique perdue |
| LWV 76/12 | Œuvre vocale          | "Qui les sçaura, mes secrettes amours ?" | Avant 1664                       | Pierre Perrin                                                          | Air attribué conjointement à Lully et Moulinié par Bacilly |
| LWV 76/13 | Œuvre vocale          | Air "Où êtes-vous allez, mes belles amourettes" |                                  | Anonyme                                                                | |
| LWV 76/14 | Œuvre vocale          | Air à boire "Nous meslons toute notre gloire" |                                  | Anonyme                                                                | |
| LWV 76/15 | Œuvre vocale          | Air "Pendant que ces flambeaux" |                                  | Anonyme                                                                | |
| LWV 76/16 | Œuvre vocale          | "La langueur des beaux yeux de la belle Silvie" | Avant 1666                       | Anonyme                                                                | Musique perdue |
| LWV 76/17 | Œuvre vocale          | "On dit que vos yeux sont trompeurs" | Avant 1666                       | Octave de Périgny                                                      | Air attribué conjointement à Lully et Moulinié par Bacilly - musique perdue |
| LWV 76/18 | Œuvre vocale          | "Que vous connaissez peu, trop aimable Climène" | Avant 1666                       | Philippe Quinault                                                      | Musique perdue |
| LWV 76/19 | Œuvre vocale          | "Si je n'ay parlé de ma flamme" | Avant 1666                       | S. M.                                                                  | Musique perdue |
| LWV 76/20 | Œuvre vocale          | "En ces lieux je ne vois que des promenades" | Avant 1668                       | Jean-Baptiste Lully                                                    | Musique perdue |
| LWV 76/21 | Œuvre vocale          | "Ah qu'il est doux de se rendre à l'empire de l'Amour" | Avant 1668                       | Philippe Quinault                                                      | Musique perdue |
| LWV 76/22 | Œuvre vocale          | "J'ai fait serment, cruelle, De suivre une autre loi" | Avant 1668                       | Philippe Quinault                                                      | Musique perdue |
| LWV 76/23 | Œuvre vocale          | "Le printemps ramène la verdure" | Avant 1668                       | M. M.                                                                  | Musique perdue |
| LWV 76/24 | Œuvre vocale          | "Depuis que l'on soupire Sous l'amoureux empire" | Avant 1668                       | Philippe Quinault                                                      | Musique perdue |
| LWV 76/25 | Œuvre vocale          | "Sans mentir on est bien misérable" | Avant 1671                       | Anonyme                                                                | Musique perdue |
| LWV 76/26 | Œuvre vocale          | "Venerabilis barba capucinorum" (air à boire) |                                  |                                                                        | |
| LWV 77    |                       | Œuvres spirituelles non datées |                                  |                                                                        | |
| LWV 77/1  | Petit motet           | Anima Christi | vers 1685                        |                                                                        | |
| LWV 77/2  | Petit motet           | Ave coeli munus supernum | vers 1685                        | Pierre Perrin                                                          | |
| LWV 77/3  | Petit motet           | Dixit Dominus | vers 1685                        |                                                                        | |
| LWV 77/4  | Petit motet           | Domine salvum fac regem | vers 1685                        |                                                                        | |
| LWV 77/5  | Petit motet           | Exaudi Deus deprecationem |                                  |                                                                        | Attribution douteuse pour des raisons stylistiques |
| LWV 77/6  | Petit motet           | Iste Sanctus |                                  |                                                                        | Attribution erronée (œuvre de Francesco Foggia ) |
| LWV 77/7  | Petit motet           | Laudate Pueri Dominum | vers 1685                        |                                                                        | |
| LWV 77/8  | Petit motet           | Magnificat anima mea |                                  |                                                                        | Attribution erronée (œuvre de François Couperin) |
| LWV 77/9  | Petit motet           | O dulcissime Domine | vers 1685                        |                                                                        | |
| LWV 77/10 | Petit motet           | Omnes Gentes plaudite | vers 1685                        |                                                                        | |
| LWV 77/11 | Petit motet           | O sapientia in misterio | vers 1685                        |                                                                        | |
| LWV 77/12 | Petit motet           | Regina coeli | vers 1685                        |                                                                        | |
| LWV 77/13 | Petit motet           | Salve regina | vers 1685                        |                                                                        | |
| LWV 77/14 | Grand motet           | Domine salvum fac regem | vers 1685                        |                                                                        | |
| LWV 77/15 | Grand motet           | Exaudiat te dominus | 1687                             |                                                                        | |
| LWV 77/16 | Grand motet           | Jubilate Deo omnis terra (Motet de la Paix) | 29 août 1660                     |                                                                        | |
| LWV 77/17 | Grand motet           | Notus in Judea Deus | 1685 ou 1686                     |                                                                        | |
| LWV 77/18 | Œuvre vocale          | Air "Il faut mourir pécheur" | 1687                             |                                                                        | Canon à cinq parties - D'après Lecerf de la Viéville, l'air fut composé par Lully sur son lit de mort |
| LWV 78    |                       | Œuvres d'attribution douteuse |                                  |                                                                        | |
| LWV 78/1  | Pièce instrumentale   | Adieu de mademoiselle |                                  |                                                                        | |
| LWV 78/2  | Pièce instrumentale   | Marche des Fanatiques |                                  |                                                                        | |
| LWV 78/3  | Pièce instrumentale   | Amarillis, Sarabande |                                  |                                                                        | |
| LWV 78/4  | Pièce instrumentale   | Sarabande |                                  |                                                                        | |
| LWV 78/5  | Pièce instrumentale   | Sarabande |                                  |                                                                        | |
| LWV 78/6  | Pièce instrumentale   | La Niert, Sarabande |                                  |                                                                        | |
| LWV 78/7  | Pièce instrumentale   | Gigue |                                  |                                                                        | |
| LWV 78/8  | Pièce instrumentale   | Gigue |                                  |                                                                        | |
| LWV 78/9  | Pièce instrumentale   | Air |                                  |                                                                        | |
| LWV 78/10 | Pièce instrumentale   | Menuet en trio |                                  |                                                                        | |
| LWV 78/11 | Pièce instrumentale   | Ouverture de la convalescence du Roy |                                  |                                                                        | |
| LWV 78/12 | Pièce instrumentale   | Entrée |                                  |                                                                        | |
| LWV 78/13 | Pièce instrumentale   | Menuet |                                  |                                                                        | |
| LWV 78/14 | Pièce instrumentale   | Petite chaconne italienne |                                  |                                                                        | |
| LWV 78/15 | Pièce instrumentale   | L'Allarme |                                  |                                                                        | |
| LWV 78/16 | Pièce instrumentale   | Croissez, croissez petits raisins |                                  |                                                                        | |
|           |                       | Œuvres sans numéro LWV |                                  |                                                                        | |
|           | Mascarade             | Mascarade de la Foire Saint-Germain | 7 mars 1652                      | Anonyme                                                                | Composé en collaboration avec Du Moustier (possiblement Jean du Moustier, « chantre ordinaire de la chapelle et musique du roi ») - Musique perdue |
|           | Mascarade             | Les Débris du ballet du Roy | 1659                             | Anonyme                                                                | Musique perdue, vraisemblablement en grande partie reprise du Ballet de la Raillerie |
|           | Œuvre vocale          | Air de la Paix "Douce et charmante paix" | 1660                             | Isaac de Benserade                                                     | À ne pas confondre avec l'Air de la Paix "Courage, Amour, la paix est faite" LWV 76/7 |
|           | Œuvre vocale          | Air "La rigueur extrême de celle que j’aime" | 1663                             | Anonyme                                                                | |
|           | Œuvre vocale          | Entrée de ballet "Philis, votre rigueur" | 1665                             | Bertrand de Bacilly                                                    | |
|           | Œuvre vocale          | "Belle inhumaine, soulagez la peine" | vers 1665                        | B. D. B.                                                               | Musique perdue |
|           | Œuvre vocale          | "Savez-vous bien, la belle" | vers 1665                        |                                                                        | Musique perdue |
|           | Intermèdes            | Le Gentilhomme de Beauce | 6 septembre 1670                 | Montfleury fils                                                        | Intermèdes pour une comédie de Montfleury fils - musique perdue |
|           | Œuvre vocale          | "J'ai perdu l'appétit" (duo) |                                  |                                                                        | |

## Liste des œuvres de Lully par type d'œuvre
Le classement des œuvres de Lully par type d'œuvres est basée sur celui de Jérôme De La Gorce dans sa biographie consacrée à Lully, publiée en 2002.

### Ballets, mascarade et divertissements
- Mascarade de la Foire Saint-Germain (1652) (en collaboration avec Du Moustier)
- Ballet du temps, LWV 1 (1654) (en collaboration avec Jean de Cambefort et d'autres compositeurs)
- Ballet des Plaisirs, LWV 2 (1655) (en collaboration avec Jean-Baptiste Boesset, Louis de Mollier et d'autres compositeurs)
- Le Grand Ballet des Bienvenus, LWV 4 (1655) (en collaboration avec d'autres compositeurs - musique perdue)
- Ballet de Psyché ou de la puissance de l'Amour, LWV 6 (1656) (en collaboration avec Jean-Baptiste Boesset et d'autres compositeurs - musique perdue)
- La Galanterie du Temps, Mascarade, LWV 7 (1656) (musique perdue)
- Amour malade, Ballet du Roy, LWV 8 (1657) (avec un prologue attribué à Marco Marazzoli)
- Ballet royal d'Alcidiane, LWV 9 (1658) (en collaboration avec Jean-Baptiste Boesset et Louis de Mollier)
- Ballet de la Raillerie, LWV 11 (1659) (en collaboration avec Jean-Baptiste Boesset)
- Les Débris du ballet du Roy (1659) (musique perdue)
- Ballet de Toulouse, Ballet mascarade, LWV 13 (1659)
- Ballet de la Revente des habits du ballet & comédie, LWV 5 (1660)
- Ballet de l'Impatience, LWV 14 (1661) (en collaboration avec Pierre Beauchamp et François-Hilaire Dolivet)
- Ballet des Saisons, LWV 15 (1661)
- Ballet des Arts, LWV 18 (1663) (en collaboration avec Michel Lambert)
- Les Noces de village, Mascarade ridicule, LWV 19 (1663)
- Les Amours déguisés, Ballet du Roy, LWV 21 (1664)
- Les Plaisirs de l'Ile enchantée, première journée : Divertissement pour la collation, LWV 22/1-4 (1665)
- Les Plaisirs de l'Ile enchantée, troisième journée : Ballet du Palais d'Alcine, LWV 22/23-29 (1665)
- Ballet de la Naissance de Vénus, LWV 27 (1665) (en collaboration avec Michel Lambert et Louis de Mollier)
- La Réception faite par un Gentilhomme de campagne à une compagnie choisie à sa mode, qui le vient visiter, Mascarade (Mascarade du Capitaine ou l'impromptu de Versailles), LWV 24 (1665) (musique en grande partie perdue)
- Le Triomphe de Bacchus dans les Indes, Mascarade, LWV 30 (1666)
- Ballet des Muses, LWV 32 (1666)
- Le Carnaval, Mascarade royale, LWV 36 (1668)
- La Grotte de Versailles, églogue en musique, LWV 39 (1667 ou 1668)
- Ballet de Flore, LWV 40 (1669)
- Le Triomphe de l'Amour, LWV 59 (1681)
- La Noce de village, mascarade (1683) (inclue dans les Plusieurs pièces de symphonie, LWV 70)
- L'Idylle sur la Paix, LWV 68 (1685)
- Le Temple de la Paix, LWV 69 (1685)

### Spectacles à intermèdes
- Xerxes, LWV 12 (1660) (intermèdes pour l'opéra Xerse de Francesco Cavalli)
- Hercule amoureux, LWV 17 (1662) (intermèdes pour l'opéra Ercole amante de Francesco Cavalli)
- Les Facheux, comédie-ballet, LWV 16 (1661) (musique de Pierre Beauchamp - inclut une courante de Lully)
- Le Mariage forcé, comédie-ballet, LWV 20 (1664)
- Les Plaisirs de l'Ile enchantée, seconde journée : La Princesse d'Elide, comédie-ballet, LWV 22/5-22 (1664)
- Entractes d'Œdipe, LWV 23 (1664)
- Le Favori (Ballet des garde ou les délices de la campagne), LWV 28 (1665)
- L'Amour médecin, comédie-ballet, LWV 29 (1665)
- La Pastorale Comique, comédie-ballet, LWV 33 (1667)
- Le Sicilien ou l'Amour peintre, comédie-ballet, LWV 34 (1667)
- George Dandin (Le Grand Divertissement royal de Versailles), comédie-ballet, LWV 38 (1668)
- Monsieur de Pourceaugnac (Le Divertissement de Chambord), comédie-ballet, LWV 41 (1669)
- Les Amants magnifiques (Le Divertissement Royal), comédie-ballet, LWV 42 (1670)
- Le Gentilhomme de Beauce (1670) (musique perdue)
- Le Bourgeois gentilhomme, comédie-ballet, LWV 43 (1670)
- Psyché, tragédie-ballet, LWV 45 (1671)
- La Comtesse d'Escarbagnas (Ballet des ballets), comédie-ballet, LWV 46 (1671)

### Opéras
- Les fêtes de l'Amour et de Bacchus, pastorale, LWV 47 (1672)
- Cadmus et Hermione, tragédie en musique, LWV 49 (1673)
- Alceste, ou le Triomphe d'Alcide, tragédie en musique, LWV 50 (1674)
- Thésée, tragédie en musique, LWV 51 (1675)
- Le Carnaval, Mascarade, LWV 52 (1675)
- Atys, tragédie en musique, LWV 53 (1676)
- Isis, tragédie en musique, LWV 54 (1677)
- Psyché, tragédie en musique, LWV 56 (1678)
- Bellérophon, tragédie en musique, LWV 57 (1679)
- Proserpine, tragédie en musique, LWV 58 (1680)
- Persée, tragédie en musique, LWV 60 (1682)
- Phaéton, tragédie en musique, LWV 61 (1683)
- Amadis, tragédie en musique, LWV 63 (1684)
- Roland, tragédie en musique, LWV 65 (1685)
- Armide, tragédie en musique, LWV 71 (1686)
- Acis et Galatée, pastorale héroïque, LWV 73 (1686)
- Achille et Polyxène, LWV 74 (1687) (opéra inachevé complété par Pascal Colasse)

### Motets

#### Petits motets
- Anima Christi, LWV 77/1 (vers 1685)
- Ave coeli munus supernum, LWV 77/2 (vers 1685)
- Dixit Dominus, LWV 77/3 (vers 1685)
- Domine salvum fac regem, LWV 77/4 (vers 1685)
- Laudate Pueri Dominum, LWV 77/7 (vers 1685)
- O dulcissime Domine, LWV 77/9 (vers 1685)
- Omnes Gentes plaudite, LWV 77/10 (vers 1685)
- O sapientia in misterio, LWV 77/11 (vers 1685)
- Regina coeli, LWV 77/12 (vers 1685)
- Salve regina, LWV 77/13 (vers 1685)

#### Grands motets
- Jubilate Deo omnis terra (Motet de la Paix), LWV 77/16 (1660)
- Miserere, LWV 25 (1663)
- Benedictus, LWV 64/2 (1663 ou 1664)
- O lachrymae, LWV 26 (1664)
- Plaude laetare Gallia, LWV 37 (1668)
- Te Deum, LWV 55 (1677)
- De profundis, LWV 62 (1683)
- Dies irae, LWV 64/1 (1683)
- Quare fremuerunt, LWV 67 (1685)
- Domine salvum fac regem, LWV 77/14 (vers 1685 ?)
- Notus in Judea Deus, LWV 77/17 (1685 ou 1686)
- Exaudiat te dominus, LWV 77/15 (1687)

### Autres œuvres vocales
- Un Charmant Dialogue de la Guerre avec la Paix, LWV 3 (1655) (musique perdue)
- Air de la Paix "Douce et charmante paix" (1660)
- Air de la Paix "Courage, Amour, la paix est faite", LWV 76/7 (avant 1661)
- Air "La rigueur extrême de celle que j’aime" (1663)
- Ritournelle - "Ingrate bergère", LWV 76/1 (avant 1664)
- "Qui les sçaura, mes secrettes amours ?", LWV 76/12 (avant 1664)
- Entrée de ballet "Philis, votre rigueur" (1665)
- "Belle inhumaine, soulagez la peine" (vers 1665) (musique perdue)
- "Savez-vous bien, la belle" (vers 1665) (musique perdue)
- "La langueur des beaux yeux de la belle Silvie", LWV 76/16 (avant 1666) (musique perdue)
- "On dit que vos yeux sont trompeurs", LWV 76/17 (avant 1666) (musique perdue)
- "Que vous connaissez peu, trop aimable Climène", LWV 76/18 (avant 1666) (musique perdue)
- "Si je n'ay parlé de ma flamme", LWV 76/19 (avant 1666) (musique perdue)
- "En ces lieux je ne vois que des promenades", LWV 76/20 (avant 1668) (musique perdue)
- "Ah qu'il est doux de se rendre à l'empire de l'Amour", LWV 76/21 (avant 1668) (musique perdue)
- "J'ai fait serment, cruelle, De suivre une autre loi", LWV 76/212 (avant 1668) (musique perdue)
- "Le printemps ramène la verdure", LWV 76/23 (avant 1668) (musique perdue)
- "Depuis que l'on soupire sous l'amoureux empire", LWV 76/24 (avant 1668) (musique perdue)
- "Sans mentir on est bien misérable", LWV 76/25 (avant 1671) (musique perdue)
- Air "Il faut mourir pécheur", LWV 77/18 (1687)
- Œuvres vocales non datées :
  - Ritournelle - Air espagnol : "Aunque prodigoas", LWV 76/2
  - Ritournelle - "Scoca pur tutti", LWV 76/3
  - Chanson de Baptiste "A la fin petit Desfarges", LWV 76/4
  - "D'un beau pêcheur la pêche malheureuse" (Vaudeville),  LWV 76/5
  - Canon à cinq parties de Monsieur de Lully "Un tendre cœur", LWV 76/6
  - Air italien "Non vi è più bel piacer", LWV 76/8 (musique perdue)
  - Menuet "Le printemps, aimable Sylvie", LWV 76/9 (musique perdue)
  - Air "Tous les jours, cent jeunes bergères", LWV 76/10 (musique perdue)
  - Menuet "Viens, mon aimable bergère", LWV 76/11 (musique perdue)
  - Air "Où êtes-vous allez, mes belles amourettes", LWV 76/13
  - Air à boire "Nous meslons toute notre gloire", LWV 76/14
  - Air "Pendant que ces flambeaux", LWV 76/15
  - "Venerabilis barba capucinorum" (air à boire), LWV 76/26
  - "J'ai perdu l'appétit" (duo)

### Pièces instrumentales
- Première Marche des Mousquetaires, LWV 10 (1658)
- Bransles de 1665, LWV 31 (vers 1665)
- Trios de la Chambre du Roi (Trios pour le Coucher du Roi), LWV 35 (vers 1665)
- Marches et batteries de tambour, LWV 43 (1670) :
  - LWV 43/1 : Batteries de tambours faites par Mr. de Lully à Saint Germain en Laye en 1670 que le Roy fit faire à dessein de changer celle des Mousquetaires pour celle là
  - LWV 43/2 : Marche du Régiment du Roy faite par M. de Lully l'an 1670
- Marche du Régiment du Roy - 2e Air des hautbois : les Folies d'Espagne en Trio, LWV 48 (1672)
- Airs pour Mme la dauphine (1683) (inclus dans les Plusieurs pièces de symphonie, LWV 70)
- Marches pour le régiment de Savoie, LWV 66 (1685)
- Airs pour le Carrousel de Monseigneur, LWV 72 (1686)
- Marches :
  - La Générale de la Garde françoise (batteries de tambour pour un air de André Danican Philidor), LWV 75/1
  - Premier Air de la Marche françoise pour les hautbois faite par M. de Lully pour M. le Comte de Sery, LWV 75/2
  - La Marche françoise - 2e Air en suite, LWV 75/3
  - La Marche françoise - 4e Air, LWV 75/4
  - La descente des armes (batteries de tambour), LWV 75/5
  - Marche des mousquetaire - 2e Air en suite, LWV 75/6
  - Marche des mousquetaire - 3e Air en suite, LWV 75/7
  - Marche des mousquetaire - 4e Air, LWV 75/8 (en collaboration avec Philidor l'Aîné)
  - Marche des mousquetaire - 5e Air, LWV 75/9 (en collaboration avec Philidor l'Aîné)
  - Marche des mousquetaire - 6e Air, LWV 75/10 (en collaboration avec Philidor l'Aîné)
  - Retraite des mousquetaires - Air des hautbois, LWV 75/11
  - Marche des Gardes de la Marine du département de Toulon, LWV 75/12
  - Marche des fusilliers (batteries de tambour pour un air de Martin Hotteterre), LWV 75/13
  - Marche des dragons de Monterey, LWV 75/14
  - Marche des dragons du roy, LWV 75/15
  - Marche des dragons du roy - 2e Air des Hautbois, LWV 75/16
  - Marche, LWV 75/17
  - Marche du Prince d'Orange, LWV 75/18
- Symphonies et airs de danse :
  - Allemande, LWV 75/19
  - Allemande, LWV 75/20
  - Allemande, LWV 75/21
  - Courante, LWV 75/22
  - Courante, LWV 75/23
  - La belle Courante, LWV 75/24
  - Courante, LWV 75/25
  - Courante, LWV 75/26
  - Courante, LWV 75/27
  - Courante, LWV 75/28
  - Courante, LWV 75/29
  - Courante, LWV 75/30
  - Courante, LWV 75/31
  - Courante, LWV 75/32
  - Courante, LWV 75/33
  - Courante, LWV 75/34
  - Courante, LWV 75/35
  - Sarabande, LWV 75/36
  - Sarabande, LWV 75/37
  - Sarabande, LWV 75/38
  - Sarabande (La Bourée Sarabande), LWV 75/39
  - Bourée, LWV 75/40
  - Bourée, LWV 75/41
  - Chaconne, LWV 75/42
  - Chaconne italienne, LWV 75/43
  - Chaconne, LWV 75/44
  - La bourse, LWV 75/45
  - Air (L'Amitié de M. le comte de Brionne), LWV 75/46
  - Trio, LWV 75/47
  - Air de Trompette, LWV 75/48
  - Air, LWV 75/49
  - Menuet, LWV 75/50
  - La Trivelinade, LWV 75/51
  - Gigue, LWV 75/52
  - Air, LWV 75/53
  - Air, LWV 75/54
  - Chaconne, LWV 75/55

### Œuvres d'attribution douteuse
- Adieu de mademoiselle, LWV 78/1
- Marche des Fanatiques, LWV 78/2
- Amarillis, Sarabande, LWV 78/3
- Sarabande, LWV 78/4
- Sarabande, LWV 78/5
- La Niert, Sarabande, LWV 78/6
- Gigue, LWV 78/7
- Gigue, LWV 78/8
- Air, LWV 78/9
- Menuet en trio, LWV 78/10
- Ouverture de la convalescence du Roy, LWV 78/11
- Entrée, LWV 78/12
- Menuet, LWV 78/13
- Petite chaconne italienne, LWV 78/14
- L'Allarme, LWV 78/15
- Croissez, croissez petits raisins, LWV 78/16